# 酒井正重
酒井 正重（さかい まさしげ、生没年不詳）は、安土桃山時代から江戸時代前期の砲術家。通称は市之丞。

## 経歴・人物
田布施流砲術の始祖、田布施忠宗に学ぶ。戸田氏鉄に仕える。慶長頃に徳川家康にその技術を披露した。